# Campo de concentración de Mauthausen-Gusen
El campo de concentración de Mauthausen (desde el verano de 1938 Mauthausen-Gusen) fue un grupo de campos de concentración nazis situados en torno a la pequeña empresa y cantera, de la población de Mauthausen en Austria, a unos 20 km de Linz.
Al principio había un solo campo en Mauthausen, pero con el tiempo se expandió hasta convertirse en uno de los complejos de campos de concentración más grandes de la zona nazi de Europa. Aparte de los cuatro subcampos en Mauthausen y la cercana Gusen, más de 50 subcampos, localizados por toda Austria y el sur de Alemania, utilizaron a los ocupantes como esclavos. Algunos campos subordinados al complejo de Mauthausen incluían fábricas de munición, minas, fábricas de armamento y plantas de ensamblaje del avión Me 262. 
En enero de 1945, los campos, dirigidos desde la oficina central en Mauthausen, contenían 85 000 prisioneros. Se desconoce el número de víctimas, aunque la mayoría de las fuentes las cifran entre 122 766 y 320 000 en todo el complejo. Los campos formaron uno de los primeros centros de concentración masivos en la Alemania nazi, y fueron los últimos en ser liberados por los Aliados Occidentales o la Unión Soviética. Los dos principales, Mauthausen y Gusen I, fueron los dos únicos de toda Europa etiquetados desde un principio como de "Grado III", lo que significaba que eran los más duros para los "Enemigos Políticos Incorregibles del Reich". A diferencia de muchos otros, que eran para todo tipo de prisioneros, Mauthausen fue utilizado para tareas de exterminio de la intelligentsia, gente ilustrada y miembros de las clases sociales altas de países subyugados por Alemania durante la Segunda Guerra Mundial.

## Historia

### KZ Mauthausen
El 7 de agosto de 1938, prisioneros del campo de concentración de Dachau fueron enviados al pueblo de Mauthausen, cerca de Linz, Austria, para empezar la construcción de un nuevo campo. El lugar fue escogido por su proximidad a la red de transportes de Linz, pero también porque era un área poco poblada. Aunque estaba controlado por el Estado alemán desde el principio, fue fundado por una compañía privada como una empresa económica. El propietario de la cantera Wienergraben (la Marbacher-Bruch, y canteras Bettelberg), que estaba por todo Mauthausen, era una compañía DEST (acrónimo de Deutsche Erd- und Steinwerke GmbH), dirigida por Oswald Pohl, que era un oficial de alto rango de las SS, compró las canteras desde Viena y empezó la construcción del campo de Mauthausen. Un año después, la compañía ordenó construir el primer campo en Gusen. El granito extraído de las canteras había sido utilizado para pavimentar Viena, pero las autoridades nazis planearon una completa reconstrucción de las principales ciudades de Alemania, de acuerdo con los planes de Albert Speer y otros arquitectos de la arquitectura nazi, para la que precisaban grandes cantidades de granito.
El dinero para la construcción del campo de Mauthausen fue reunido de diversas fuentes, incluso préstamos comerciales del Dresdner Bank, del banco de Praga Escompte Bank, del fondo Reinhardt (que era el dinero robado a los presos en otros campos de concentración) y de la Cruz Roja alemana.
Mauthausen sirvió en un principio como un campo de prisioneros para criminales comunes, prostitutas y otros "Criminales Incorregibles". El 8 de mayo de 1939 se convirtió en un campo de trabajo para el encarcelamiento de prisioneros políticos.

### KL Gusen

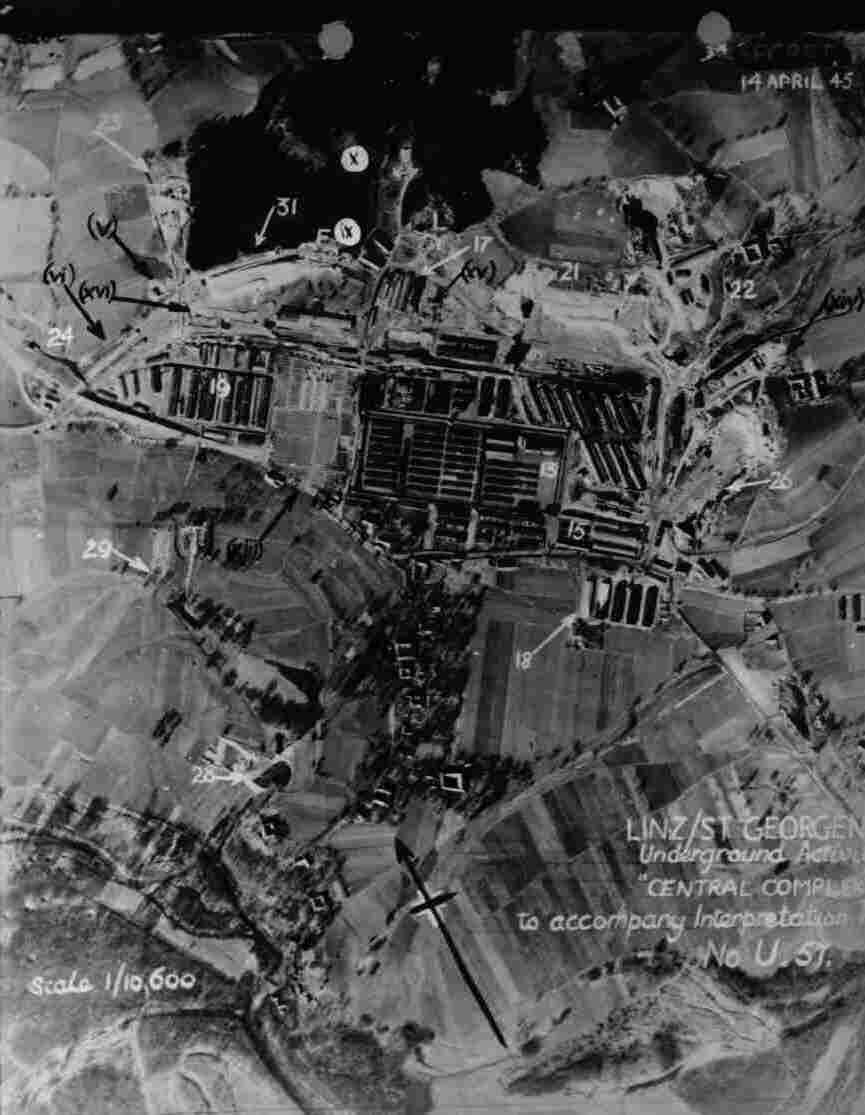
Vista aérea de los campos Gusen I y II

A finales de 1939, el campo de Mauthausen, con su mina de granito de Wiener-Graben, estaba saturado de prisioneros. Su número había crecido de 1.080 a finales de 1938 a 3000. Sobre esa época empezó a construirse un nuevo campo en Gusen, a unos 4,5 km. El nuevo (Gusen I) y su cantera Kastenhofen fueron acabados en mayo de 1940. Los primeros prisioneros fueron trasladados a los dos primeros barracones (números 7 y 8) el 17 de abril de 1940, mientras que el primer transporte de prisioneros (la mayoría de los campos de Dachau y Sachsenhausen) llegaron el 25 de mayo.
Al igual que Mauthausen, el de Gusen utilizaba a los prisioneros como esclavos en las canteras de granito, aunque también los alquilaba a negocios locales. En octubre de 1941, algunos barracones fueron separados del subcampo de Gusen con alambre de espino y se convirtieron en un Campo de Trabajo de Prisioneros de Guerra aparte. Este campo albergaba un gran número de prisioneros de guerra, la mayor parte oficiales soviéticos. En 1942, la capacidad de producción de Mauthausen y Gusen había llegado a su límite. Gusen fue ampliado para incluir al depósito central de las SS, en el que numerosos bienes robados de los territorios ocupados eran almacenados y enviados a Alemania. Las canteras y negocios locales necesitaban constante mano de obra mientras más y más alemanes se alistaban en la Wehrmacht.
En marzo de 1944, el antiguo depósito de las SS fue convertido en un nuevo subcampo, Gusen II. Hasta el final de la guerra el depósito fue un campo de concentración improvisado. El campo tenía de 12.000 a 17.000 presos, privados de las necesidades más básicas. En diciembre de 1944, se puso en funcionamiento otra parte de Gusen en la cercana Lungitz. En este lugar, partes de una infraestructura de una fábrica fueron convertidas en un tercer subcampo, Gusen III. El aumento del número de subcampos no podía absorber al incipiente número de presos, que llevó a la superpoblación en todos los barracones de todos los subcampos de Mauthausen-Gusen. De finales de 1940 a 1944, el número de presos por litera ascendió de 2 a 4.

### Una red de subcampos

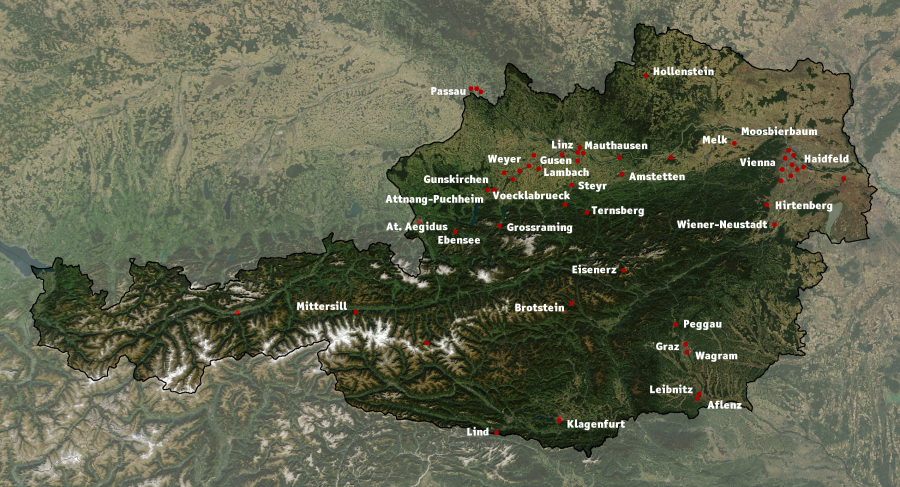
Mapa con la localización de algunos de los más importantes subcampos de Mauthausen-Gusen

Ver también la lista detallada de Kommandos del campo de Mauthausen-Gusen
Desde 1940 Mauthausen contó con varios Kommandos exteriores o subcampos. El primero fue el de Gusen, situado a 5 km del campo central y que llegó a albergar un número de presos incluso superior al de aquel. Más adelante se añadieron muchos otros Kommandos, destacando por el número de presos los de Ebensee y Melk.
Varios subcampos de Mauthausen incluían fábricas de armas y municiones, canteras, minas y fábricas. Además, los internos fueron usados como esclavos en granjas cercanas o empleados en la perforación de túneles, como en el paso de Loibl, donde se llevó a cabo la conexión por túnel entre el territorio austriaco y Eslovenia.
La utilización de los presos en la producción bélica adquirió una importancia creciente a partir de 1942, cuando la marcha de la guerra acrecentó las necesidades nazis de armamento. En Mauthausen y los subcampos se hallaban fábricas relacionadas con las armas secretas, las llamadas V-Waffen (con V de Vergeltung, revancha). Así, en el Kommando Schlier (situado en Redl-Zipf) hubo una planta de desarrollo del combustible empleado por los misiles V2. En Ebensee se construyó una fábrica de elementos para esos cohetes, tras haber sido bombardeada la factoría cerca de Viena. En Gusen se ensamblaba el Messerschmitt Me 262, primer avión de combate a reacción. 

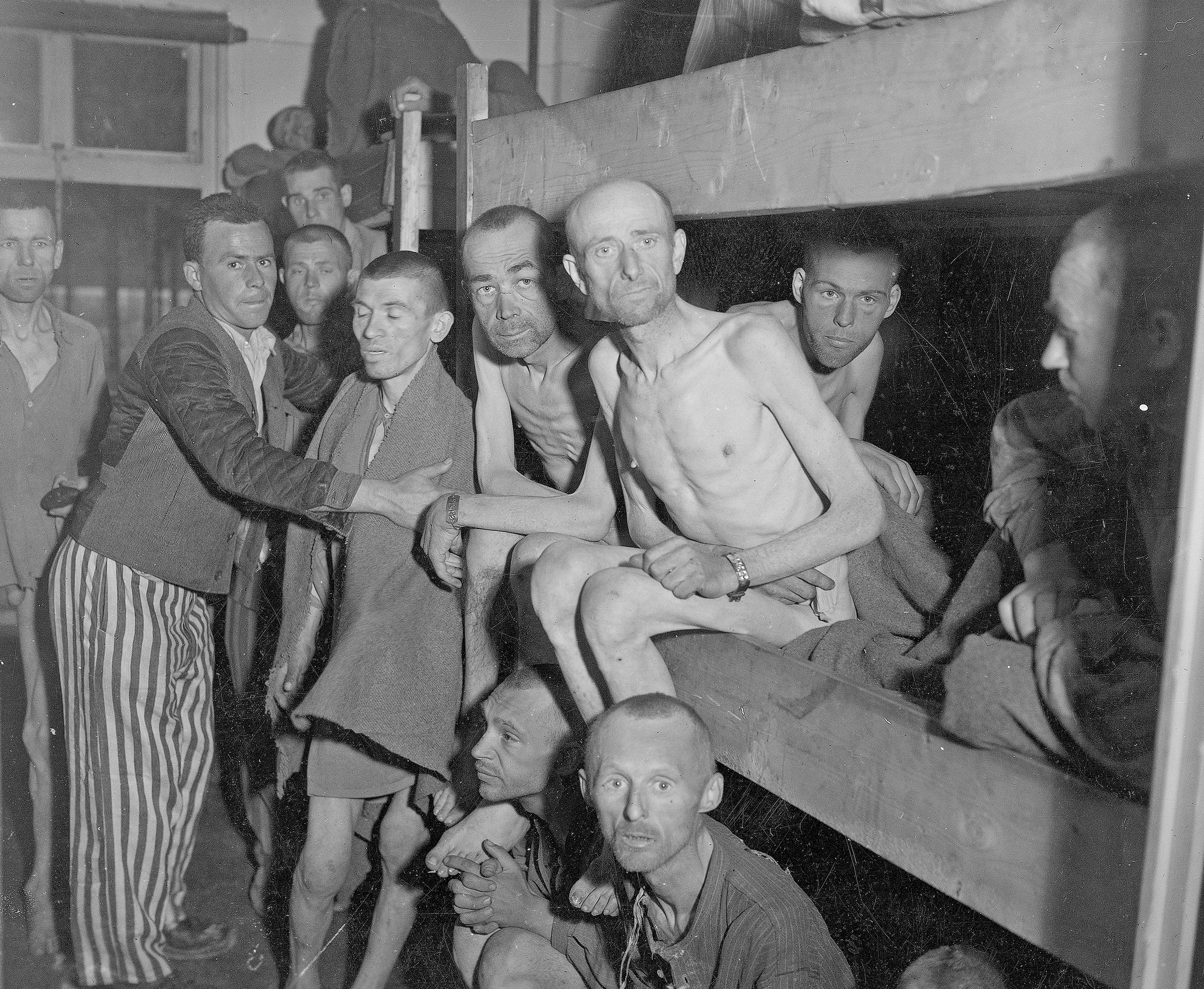
Sobrevivientes del campo de concentración de Ebensee poco después de su liberación

El trabajo se realizaba en condiciones muy duras, que agotaban a los presos. Algunos eran transferidos al campo central para ser exterminados, o eran eliminados allí con una inyección letal e incinerados en un crematorio local.
Desde el 6 de agosto de 1940, republicanos españoles provenientes de los stalags, campos de prisioneros de guerra, fueron transferidos a este campo. Se trataba de exiliados que, tras salir de España en 1939, habían sido encuadrados en el Ejército francés y que en el momento de la invasión de Francia por la Wehrmacht fueron capturados por los alemanes. Entre 1940 y 1945 pasaron por Mauthausen y sus subcampos unos 7200 españoles, de los cuales fallecieron 5000.
A finales de 1941 llegaron numerosos prisioneros de guerra soviéticos. Era el primer grupo destinado a morir en las cámaras de gas, a principios de 1942. Antes, los prisioneros exhaustos habían sido transferidos al Castillo de Hartheim, donde la cámara de gas y un horno crematorio funcionaban desde 1940.
En 1944 fue internado un numeroso grupo de judíos húngaros y holandeses. La mayor parte murió a consecuencia de los trabajos forzados y las nefastas condiciones o fueron arrojados por la cantera de Mauthausen (apodada como Muro de los paracaidistas por los guardias de las SS). Durante los meses finales de la guerra, 20.000 prisioneros de otros campos fueron llevados al complejo.
El estimado de los prisioneros que pasaron por el conjunto del campo central y los subcampos es de 235.000; la mayor parte fue obligada a trabajos forzados en la cantera de granito Wienergraben. Unos 122.000 fueron asesinados. Las condiciones de vida eran sórdidas; todos fueron mal alimentados, y las enfermedades sin una asistencia médica apropiada causaban estragos.
Hacia septiembre de 1944, se abrió un campo para mujeres en Mauthausen que coincidió con la llegada de prisioneras desde Auschwitz. Más mujeres y niños fueron internados en Mauthausen procedentes de Ravensbrück, Bergen-Belsen, Gross Rosen y Buchenwald. Con ellas llegaron algunas de sus guardianas de las SS. Se sabe de al menos 20 que sirvieron en Mauthausen, y 60 en todo el complejo: Jane Bernigau, Margarete Freinberger, Marie Herold, Anna Kern, Maria Kunik (sirvió también en Lenzing), Hildegard Lachert, Marianne Paegel, Albine Pallaoro, Amalie Payrleitner, Therese Pichler, Eleonore Poelsleitner, Antonia Rachbauer, Elsa Rascher, Anna Reischer, Hildegard Reiterer, Anna Schbesta, Edda Scheer, Aloisia Schekolin, Hermine Schmied y Rosa Seyringer. Las guardianas también activaron en los subcampos de Mauthausen en Hirtenberg, Lenzing (el principal subcampo de mujeres en Austria) y St. Lamprecht.

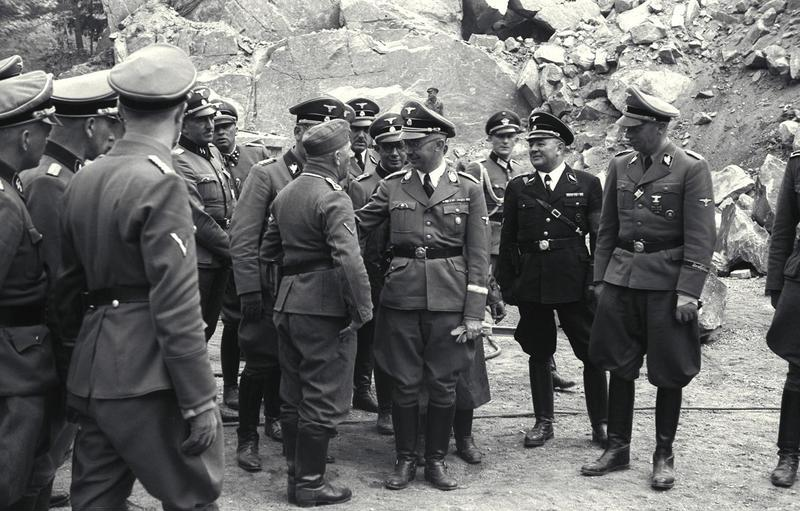
El SS Reichsführer Heinrich Himmler visitó en abril de 1941 junto a otros dignatarios nazis, el campo de exterminio de Mauthausen

## Mauthausen, el campo de los españoles
En agosto de 1940 llegaron al campo de concentración, en vagones de carga, la primera tanda de los 7300 inscritos en el campo hasta 1945. Estos españoles procedían de la Francia ocupada: El primer convoy que llegó este mes procedía del Stalag VII A (Moosburg) y llegó el 6 de agosto con 392 prisioneros españoles. El segundo convoy en llegar lo hizo el 9 de agosto procedente del Stalag I B (Hohenstein) con 168 prisioneros españoles. El tercer convoy llegó el 13 de agosto procedente del Stalag IX A (Ziegenhain) con 91 presos españoles. El cuarto convoy en llegar este mes, llegó con 430 prisioneros el 24 de agosto procedente del Frontstalag 184, concretamente del campo de Les Alliers (Angulema) y pertenecían a la expedición conocida como Convoy de los 927. El quinto y último convoy del mes de agosto fue el que llegó el día 30 procedente del Stalag II B (Hammerstein) con 22 prisioneros. 
Formaban parte del medio millón de republicanos que cruzaron la frontera en los últimos meses de la guerra civil, tras la caída de Cataluña. En Francia, fueron internados en campos de concentración distribuidos por el sur de país: el Campo de Argelès-sur-Mer, el Campo de Le Vernet d'Ariège, Barcarès y Septfonds. Al inicio de la Segunda Guerra Mundial, muchos de ellos fueron enviados al frente con uniforme francés —en las filas de la Legión Extranjera o en escuadrones de choque—, o integrados en Compañías de Trabajadores Extranjeros. La mayor parte de estos acabaron capturados por los alemanes en los primeros momentos de la invasión de Francia (mayo–junio de 1940). Tras un paso por los campos de prisioneros de guerra (Stalags) fueron enviados a Mauthausen, donde integraron el grueso del contingente español.
Requerido por las autoridades alemanas para determinar el destino de los prisioneros, la Dictadura de Francisco Franco replicó que no existían españoles allende las fronteras; de ahí que los republicanos de Mauthausen llevaran el triángulo azul de los apátridas, con una S —de Spanier— en el centro.
En una segunda fase (después de 1943) los republicanos españoles que llegaban a Mauthausen eran personas detenidas por su actividad en la resistencia francesa. En total, alrededor de 35.000 españoles participaron en la guerra mundial junto a los aliados: cerca de 10 000 acabaron en los campos de concentración alemanes.
Mauthausen pronto comenzó a ser conocido entre los deportados como «El campo de los españoles». Aunque los primeros barracones se remontan a 1938, fueron albañiles españoles quienes construyeron Mauthausen. De ahí que un superviviente francés haya llegado a afirmar que «cada piedra de Mauthausen representa la vida de un español». La mayoría de los españoles llegó al campo a partir del Armisticio francés, entre la segunda mitad de 1940 y el año 1941. Muchos fallecieron entre 1941 y 1942; por ejemplo, en septiembre y octubre de 1941 una gran parte de los muertos de Gusen —un Kommando o campo auxiliar destinado al exterminio de los presos más débiles— fueron españoles.
El eje de la vida en Mauthausen era la cantera de granito, en la cual trabajaban los prisioneros hasta su muerte por extenuación. Una escalera de 186 peldaños separaba la cantera de los barracones. Los deportados debían subirla diez o doce veces por día, cargados con grandes piedras a la espalda, mientras los kapos —prisioneros que ejercían como capataces y normalmente polacos— les empujaban, zancadilleaban y golpeaban con bastones. Cuando falleció el primer español, el 26 de agosto de 1940, sus compatriotas, ante la sorpresa de los verdugos, guardaron un minuto de silencio, situación que se repetiría en numerosas ocasiones. Con el paso del tiempo, algunos españoles pasaron a desempeñar trabajos especializados: albañiles, peluqueros, administrativos, sastres, intérpretes o fotógrafos, pues así tenían más posibilidades de sobrevivir que los trabajadores de la cantera. También podían acceder a más información y disponer de más autonomía para sostener la organización clandestina republicana que funcionaba desde mediados de 1941.
La labor de la organización española fue crucial, porque cuando en 1942 comenzaron a llegar deportados procedentes de la resistencia francesa y del frente ruso, los españoles eran los veteranos del campo, expertos estrategas en la lucha por la supervivencia, dispuestos a transmitir sus conocimientos a los recién llegados. Por otra parte, al desempeñar diversas actividades en la gestión de Mauthausen, podían ayudar a otros prisioneros. Los españoles que cuidaban la sala de duchas —por poner uno entre otros muchos ejemplos— salvaron la vida a más de un compañero cuando los nazis llevaron a cabo allí ejecuciones masivas mediante la inmersión de grupos de prisioneros durante horas y horas en naves repletas de agua helada hasta la altura de la cintura. La organización clandestina española, además, repartía medicinas robadas de la enfermería y redistribuía la escasa comida que llegaba a los presos, con el fin de asignar más alimentos a los débiles y enfermos.

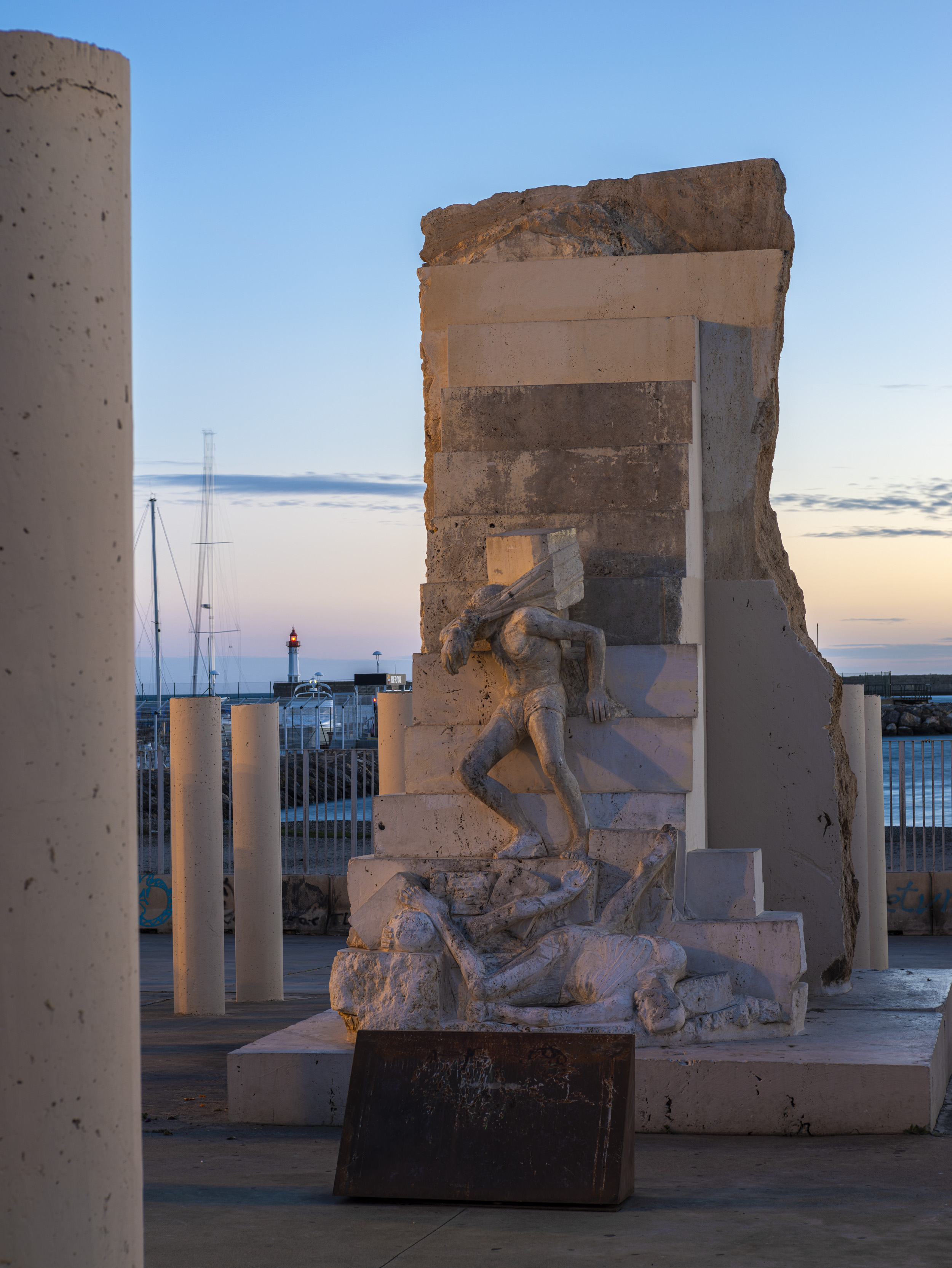
Monumento a las víctimas de Mauthausen en la ciudad de Almería (España), por la escultora Mariángeles Lázaro Guil.

Sin embargo, el recuerdo más vivo en la memoria de los supervivientes de otros países, sobre todo de los franceses, al hablar del Campo de Mauthausen, es la fe española en la derrota del nazismo, incluso en los peores momentos de la guerra. Quizá porque los republicanos españoles llevaban luchando contra la Alemania nazi y sus socios desde el inicio de la guerra civil española, en 1936. «Una victoria más», explicó en una ocasión un superviviente francés, era la frase que pronunciaban los presos españoles cada vez que llegaban al último de los 186 peldaños de la escalera de la cantera. Convencidos de la victoria aliada, los republicanos decidieron conservar pruebas de la barbarie, para el posterior juicio a los verdugos. Así, por ejemplo, Francisco Boix, fotógrafo del campo, hizo copia de todas las fotos que pasaron por sus manos y logró esconderlas hasta el final de la guerra. Gracias a ellas, Boix pudo probar durante los juicios de Núremberg la presencia de los jerarcas Albert Speer y Ernst Kaltenbrunner en Mauthausen y demoler así su alegato de que desconocían los campos de exterminio.
Cuando el Ejército estadounidense entró en Mauthausen, el 5 de mayo de 1945, banderas republicanas habían sustituido a las banderas nazis y la puerta del campo estaba cubierta por una gran pancarta en la que se podía leer: «Los españoles antifascistas saludan a las fuerzas liberadoras». La liberación del campo, sin embargo, no significó para los republicanos el final de la guerra comenzada en 1936. Muchos no pudieron volver a la España del franquismo, aliada ideológica de los nazis a los que habían combatido en Mauthausen, y habrían de encontrar asilo en otros países, sobre todo en Francia.
El 9 de mayo de 2010, coincidiendo con el Día de Europa, la vicepresidenta primera del Gobierno de España, María Teresa Fernández de la Vega, acudió a los campos de Mauthausen a la conmemoración del 65.º aniversario de la liberación de los mismos. En aquella ocasión la vicepresidenta afirmó que "las víctimas del nazismo, del fascismo y del franquismo no han sido ni serán víctimas del olvido" y celebró la memoria de los republicanos españoles muertos en Mauthausen como precursores de la Europa de los derechos en la que hoy vivimos.

## Modos de exterminio
Los métodos de exterminio incluían:
- Celdas de castigo — estancias de unos 7 m² en las que los prisioneros no recibían comida ni bebida y solían morir al cabo de unos 12 días.
- Flagelación — consistía en azotar al prisionero con 25 latigazos que él mismo debía contar en voz alta y en alemán; si se equivocaba, volvía a empezar el castigo.
- Trabajo como esclavo en las canteras — además debían acarrear piedras de unos 20 kg por una larga escalinata compuesta por 186 escalones ("Las Escaleras de la Muerte").
- Caída de gran altura — internos eran empujados adrede desde la parte alta de la cantera, denominada "pared del paracaidista".
- Cámaras de gas.
- Cámaras de gas móviles — un camión con un tubo de gases dirigido al interior, que iba y venía entre Mauthausen y Gusen.
- Duchas heladas — aproximadamente 3000 internos murieron de hipotermia debido a que eran forzados a quedarse bajo una corriente de agua helada durante varias horas.
- Tiroteos masivos.
- Experimentos médicos.
- Sangrado — varios cientos de internos fueron desangrados hasta la muerte y la sangre extraída fue enviada al Frente del Este.
- Ahorcamiento.
- Hambre — sólo en el campo de Mauthausen aproximadamente 2000 prisioneros por semana eran privados de comer hasta la muerte.
- Fusilamientos por las SS.

Por otro lado, las raciones de alimentos eran muy limitadas y en el período 1940–1942 un interno pesaba 42 kilos de media. El tratamiento médico era prácticamente inexistente debido a las normas alemanas.

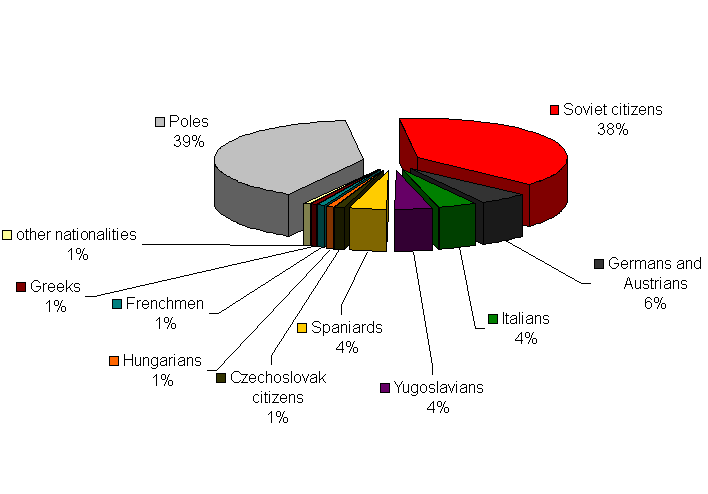
Gráfico que representa la nacionalidad de los reclusos supervivientes de Gusen

## Víctimas
Cerca de 9 millones de personas fueron asesinadas durante la guerra en campos de concentración como los de Mauthausen-Gusen. Sólo 80.000 sobrevivieron. Las SS, antes de retirarse el 4 de mayo de 1945, trataron de destruir pruebas, incluso la documentación sobre los presos. Por ello sólo 40.000 víctimas han sido identificadas. 
El 9 de agosto de 2019 se hizo público en el BOE el "Listado de españoles fallecidos en los campos de concentración de Mauthausen y Gusen".

## Internos famosos
- Joaquim Amat-Piniella, escritor español que publicó en 1946 K.L. Reich, relato en forma de novela sobre su vivencia de los campos nazis.
- Francisco Boix, fotógrafo; autor de algunas de las más impactantes imágenes sobre el cautiverio y la liberación de este campo. Fue el único testigo español en los juicios de Núremberg. Cuenta su historia la película El fotógrafo de Mauthausen.
- José Cabrero Arnal, dibujante de cómic, creador del personaje Pif.
- Józef Cyrankiewicz, primer ministro polaco (1947–1952 y 1956–1970).
- José Ester Borrás, resistente en Francia del Grupo Ponzán; en la posguerra, secretario general de la Federación Española de Deportados e Internados Políticos en Toulouse y después en París.
- Stanisław Grzesiuk, poeta polaco.
- Artur London, militante comunista checo, viceministro de Asuntos Exteriores de Checoslovaquia.
- Marcelino Bilbao Bilbao, conocido entre otras cosas por su testimonio como superviviente de los experimentos del doctor Aribert Heim.
- José María Aguirre Salaberría, en sus últimos años de vida se dedicó a difundir la historia de Mauthausen en medios españoles, así como a dar conferencias.
- Gilbert Norman, agente de fuerzas especiales.
- Antonin Novotny, presidente de Checoslovaquia.
- Marcelino Pardal Pouso, anarquista gallego conocido como Xelo, fue futbolista del Racing Club de Ferrol, con el que llegó a jugar en la 2ª División de la liga española en la temporada 1934-35.
- Kazimierz Proszynski, inventor polaco.
- Ota Šik, economista y político checo.
- Stanisław Staszewski, poeta y escritor polaco.
- Peter Van Pels (Peter van Daan, en el libro de Ana Frank), joven que murió el 5 de mayo de 1945 en Mauthausen y que convivió junto a ella en su escondite en Ámsterdam (Países Bajos).
- Simon Wiesenthal, cazador de criminales de guerra nazis y autor (1946) del libro KZ Mauthausen, Bild und Wort (Campo de concentración de Mauthausen — Imágenes y palabras).
- Eusebio Pérez Martín, mecánico de aviones español.
- Antonio García Barón, anarquista español. Luchó en la Columna Durruti en la guerra civil española y, a su término, fue internado en el campo. Tras ser liberado se asentó en la selva boliviana donde llevó una vida naturista.
- Lope de Besenguer, anarquista español. Escribió una biografía sobre sus experiencias en el campo y en la España revolucionaria.
- Antoni García Alonso, español republicano. Fotógrafo. Trabajó en el estudio fotográfico junto a Boix, y gracias a él se pudieron sacar muchas fotos.
- Mariano Constante, escritor.
- Domingo Félez Burriel, barbero de la barraca. Tras su liberación, se radicó en Venezuela, donde falleció el 20 de abril de 2015.
- Bonaventura Coderch Puig, militante español de las Joventuts Independentistes de l'Estat Català fallecido en Mauthausen el 11 de enero de 1943.
- Luis Montero Álvarez, capitán del ejército español, secretario general del PCE dentro del campo de Mauthausen, integrante de la resistencia francesa.
- Francisco Aura Boronat, activista y divulgador, uno de los últimos supervivientes de Mauthausen.

## Museo
En 2003 se inauguró el Centro de Visitantes de Mauthausen, con proyecto de los arquitectos Herwig Mayer, Christoph Schwarz y Karl Peyrer-Heimstätt, con una superficie de 2845 m². Su lenguaje minimalista en hormigón contrasta con el uso del granito en la época nazi.

## Testimonios

### Documentales
- Francisco Boix, un fotógrafo en el infierno, Área TV, 2000. Biografía del fotógrafo Francisco Boix. Un documental de Lorenzo Soler para Canal+ España.
- El comboi dels 927 (El convoy de los 927) emitido en marzo de 2004 por TV3.
- Cántabros en Mauthausen (2007), del realizador Vicente Vega Cobo, en que relató las vivencias del grupo de más de medio centenar de cántabros que estuvieron en este campo, de los cuales 65 murieron.
- Esclavos vascos del III Reich: Baleuko, 2000. Documental sobre los vascos deportados a los campos de concentración nazis, en especial a Mauthausen.
- Mauthausen, el deber de recordar: documental de Joan Sella y Cesc Tomàs, emitido en TVE en el 2000. Con relatos de ocho supervivientes españoles.
- Mauthausen, una mirada española (2008) de Aitor Fernández Pacheco.
- Mauthausen-Gusen: la memòria (2009). Documental de Rosa Brines i Sirerol de 18 minutos sobre los españoles republicanos deportados, con testimonios de supervivientes.
- Mauthausen: regreso o campo da morte. Reportaje realizado por Manuel Torrente para la Televisión de Galicia en octubre de 1989. Cuenta con el relato de los supervivientes Joaquín Balboa, de Verín (Orense) y Enrique Doval de Lugo.
- Los últimos españoles de Mauthausen y del resto de campos nazis (2020). Documental de Carlos Hernández con entrevistas a supervivientes españoles.[16]
- Adiós a la vida: aragoneses en Mauthausen (2010) de Roberto Roldán y Ramón J. Campo. Documental de Aragón TV sobre los aragoneses deportados y asesinados en el campo de concentración de Mauthausen.[cita requerida]
- " Mauthausen, en la frontera del exterminio ", MiniSerie de TV de 6 capítulos de media hora de duración con 5 deportados españoles ( José Jornet, Fco Aura, Pedro Ruiz, Manuel García y Sebastián Mena ) Grabada en Mauthausen ( Austria ), Alcoy y Benidorm ( Alicante ) producida por Colombo films y dirigida por Luis Colombo.[cita requerida]

### Películas
- Más allá de la alambrada: la memoria del horror (2005) de Pau Vergara.
- El fotógrafo de Mauthausen (2018) de Mar Targarona basada en Francisco Boix, internado en Mauthausen.

### Libros
- Bilbao en Mauthausen. Memoria de supervivencis de un deportados vasco (2020) de Etxahun Galparsoro, ISBN 9788491991786. Tomando como punto de partida las memorias de Marcelino Bilbao, contextualiza y explica las vivencias de los republicanos españoles en los campos de concentración de Mauthausen y Ebensee,
- El sol se extinguió en Mauthausen (2000) de Francisco Batiste Baila. Narra en primera persona la deportación de españoles por parte los nazis y todas sus vivencias junto con los demás españoles que estuvieron encerrados en Mauthausen.
- El violinista de Mauthausen (2009) de Andrés Pérez Domínguez. Narra la historia de una pareja francesa que está a punto de casarse y es detenida por la Gestapo y enviada al campo de Mauthausen.
- Los últimos españoles de Mauthausen (2015) de Carlos Hernández de Miguel. Narra el sufrimiento de los prisioneros que permanecieron en Mauthausen durante años y las atrocidades a las que fueron sometidos.
- “Los años rojos” de Mariano Constante. Biografía que narra la experiencia del autor desde el comienzo de la guerra civil española, y continuando con el paso a Francia, el apresamiento por parte de los alemanes, la vida y organización en Mauthausen y la liberación final.